# Bláto (Uhlířské Janovice)
Bláto (německy Blato) je část města Uhlířské Janovice v okrese Kutná Hora. Nachází se asi 2,5 kilometru západně od Uhlířských Janovic. Bláto je také název katastrálního území o rozloze 2,85 km².

## Historie
První písemná zmínka o vesnici pochází z roku 1386.

## Fotogalerie

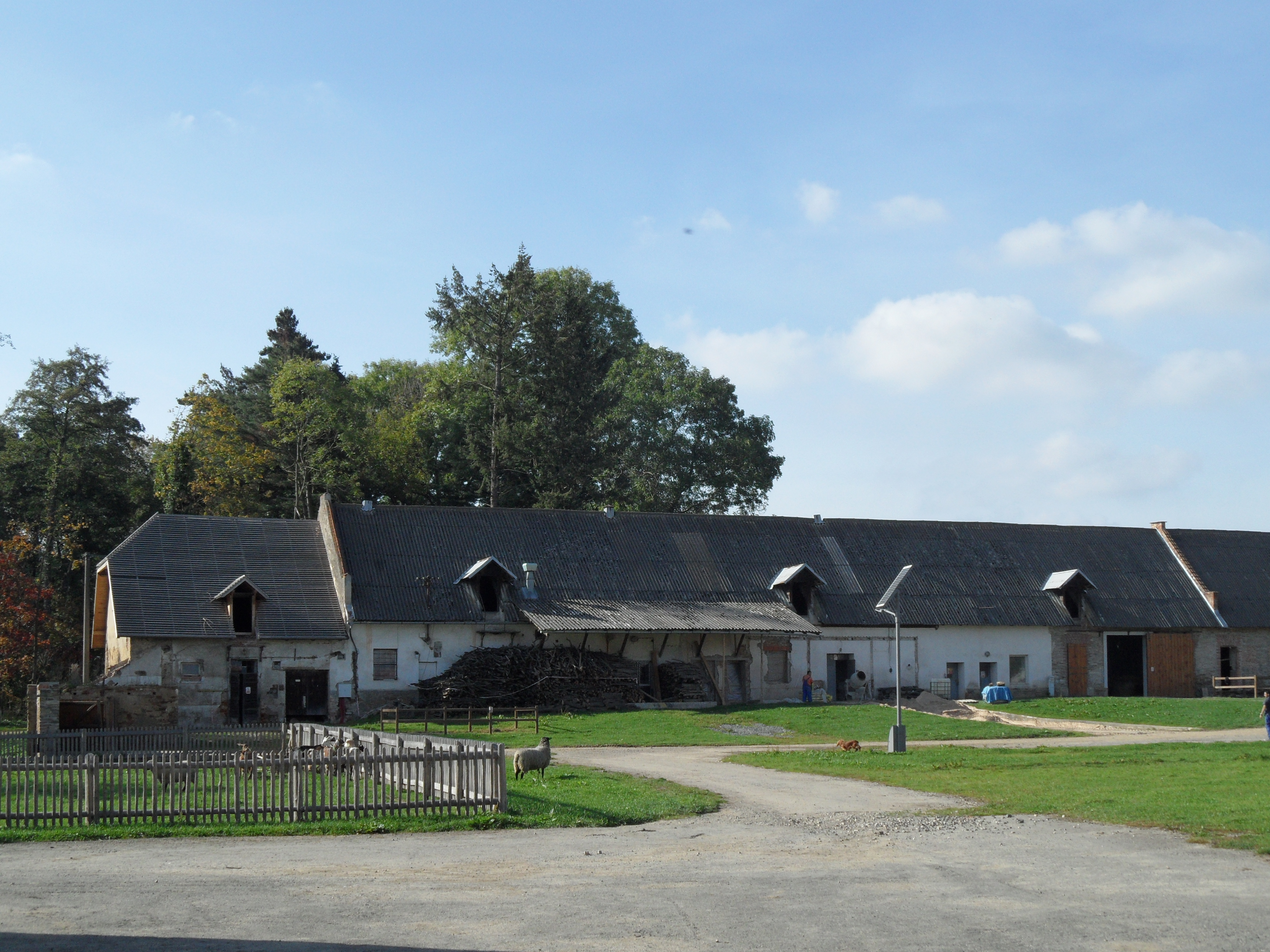
Hospodářské stavení
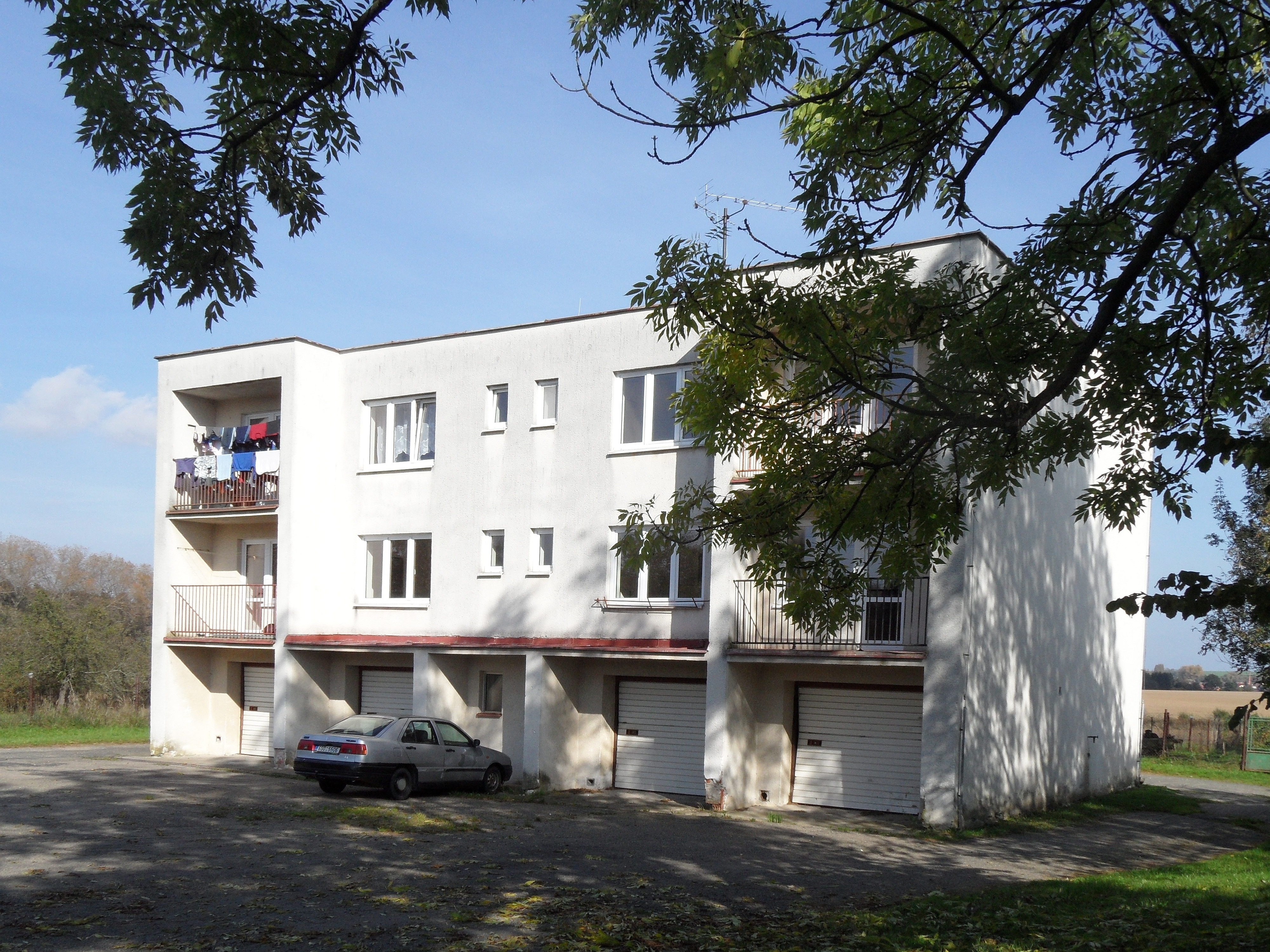
Bytovka
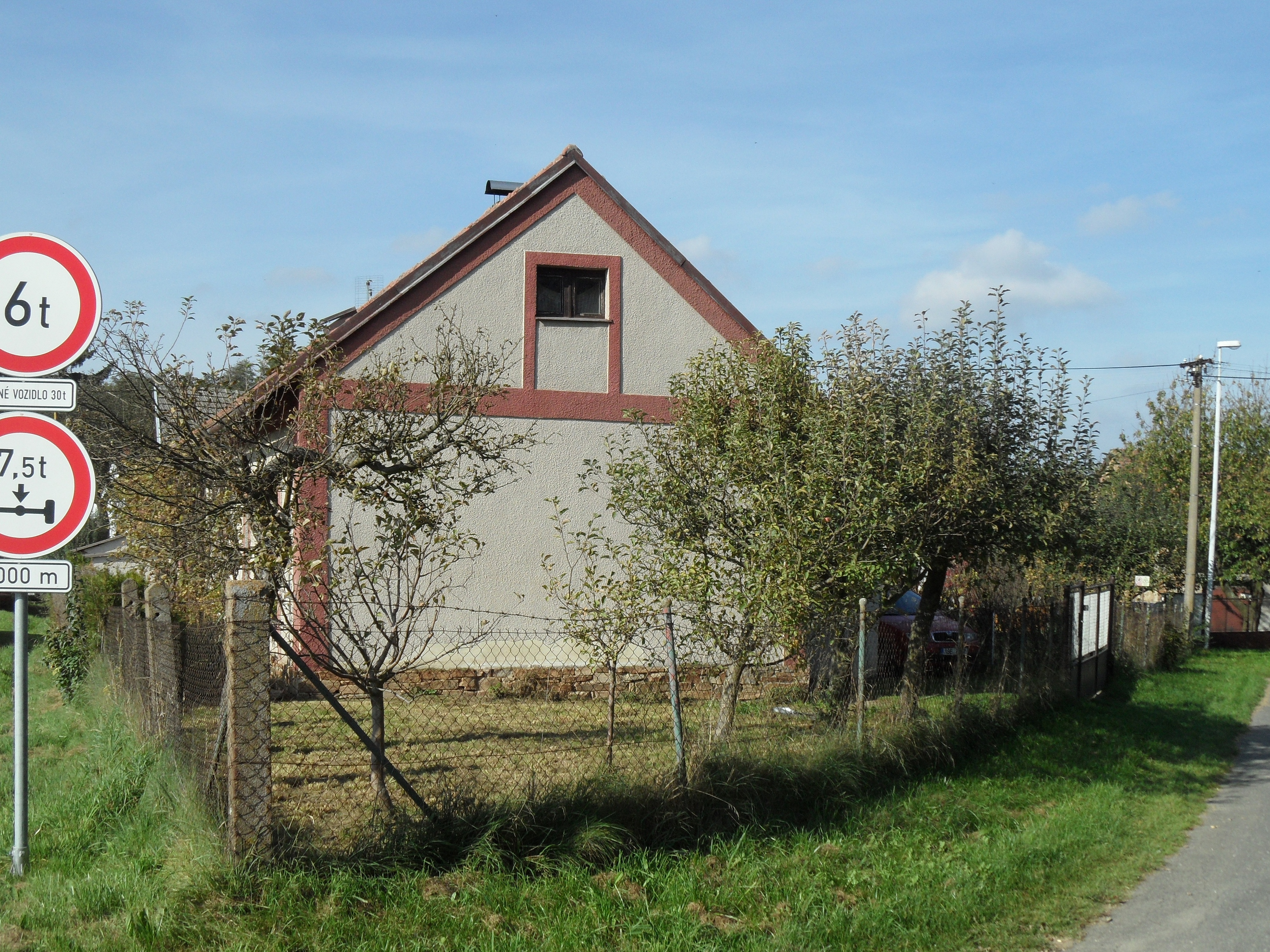
Dům u hlavní silnice
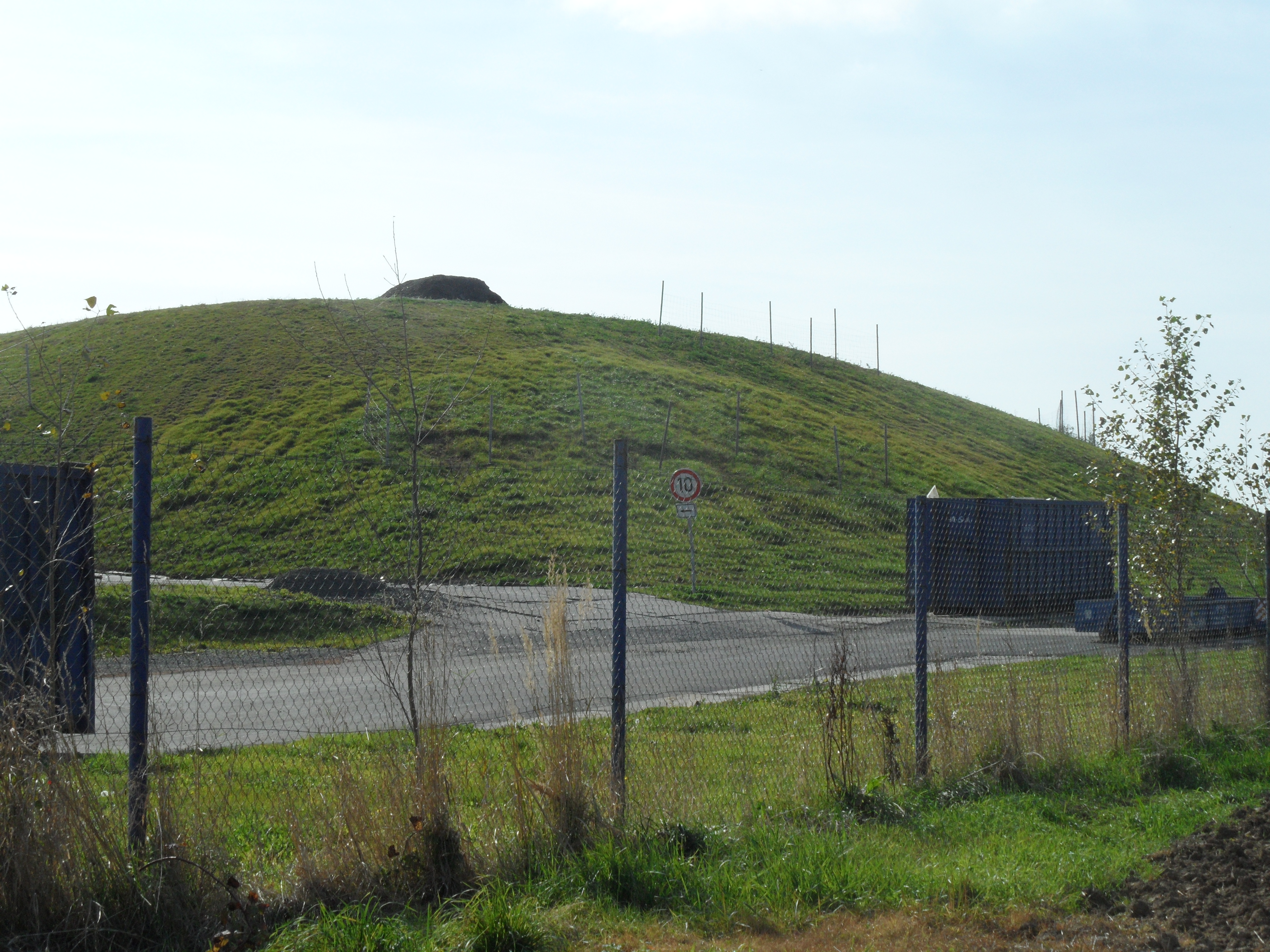
Zařízení k odstraňování odpadů